# Thesenvitz
Thesenvitz – dzielnica miasta Bergen auf Rügen w Niemczech w kraju związkowym Meklemburgia-Pomorze Przednie, w powiecie Vorpommern-Rügen, w urzędzie Bergen auf Rügen.
Do 31 grudnia 2010 Thesenvitz był gminą.

## Toponimia
Nazwa Thesenvitz ma pochodzenie połabskie, odosobowe od imienia *Těšen z dodanym patronimikiem i oznacza dosłownie „lud Těšena”. W języku polskim rekonstruowana w formie Cieszanowice.